# Українці Непалу
Українці Непалу — особи з українським громадянством або національністю, які перебувають на території Федеративної Демократичної Республіки Непал. Функції об'єднувача частково виконує Почесне Консульство України в Непалі.

## Історія
Перші українці, що були мандрівниками, з'явилися перед Першою Світовою війною. Втім стосовно ним у дослідників існують розходження. Тому першим відомим українцем є Борис Лисаневич, що мав підданство Великої Британії, тому міг перебувати у Непалі, що перебував під фактичним протекторатом цієї країни. Лисаневич познайомився з майбутнім королем Непалу Трібхуваном в 1944 році та допомагав йому прийти до влади в 1951 році.
З тих пір українці не з'являлися на теренах Непалу. Українці стали сюди переїздити в пошуках гострих відчутів, як туристи та мандрівники з кінця 1990-х та початку 2000-х років. Багато стало приїздити людей для зустрічей з місцевими релігійними діячами (гуру) та в бажанні відкрити власний бізнес. Відвіданню Непалу сприяє домовленість з цією країною, за якою українців без візи мають право перебувати 90 діб.
Окрему групу становлять християнські місіонери з України, зокрема з баптистської церкви церкви «Голгофа» м. Луцьк. Також Українська баптиська теологічна семінарія влаштовує для студентів поїздки до Непалу, де ті проводять служби та здійснюють проповіді.
В Непалі проживають протягом зйомок документальних фільмів та тревел-шоу, що знімаються на українському телебаченні, зокрема «1+1» і «Інтер».
Виявити точну кількість достатньо складно, оскільки чисельність українців в цій країні постійно змінюється. В середньому чисельність оцінюється від 170 до 250 осіб.

## Організація
Відсутня будь-яка організація, оскільки кожна група українців, що прибуває до Непалу, має власну ціль (бізнесову, релігійну, туристичну, кінематографічну), тому вони не об'єднуються в єдину організацію. Деяку координуючу роль повинно було виконувати Почесне Консульство України на чолі із Кіраном Вайдьєю. Проте воно мало що робить для цього. Ця вада відіграла негативну роль в надзвичайних ситуаціях, зокрема землетрусу 2015 року. Тоді довелося поширювати інформацію для українців через місцеве радіо в Катманду. В подібних ситуаціях задіяні працівники Посольства України в Індії.